# Les Cacahuètes de Donald
Pour plus de détails, voir Fiche technique et Distribution.
Les Cacahuètes de Donald (Working for Peanuts) est un dessin animé de la série des Donald produit par Walt Disney pour Buena Vista Pictures et RKO Radio Pictures, sorti le 11 novembre 1953. C'est le premier film de Donald en 3D.

## Synopsis
Tic et Tac sont en train de stoker leurs noisettes lorsqu'ils découvrent une cacahuète. Trouvant ça délicieux, ils se rendent au zoo, où une éléphante, Dolorès, reçoit des visiteurs un déluge de cacahuètes. Mais Donald, qui à la charge de garder le pachyderme, va s'interposer entre les deux tamias et les cacahuètes…

## Fiche technique
- Titre original : Working for Peanuts
- Titre français : Les Cacahuètes de Donald
- Série : Donald Duck
- Réalisateur : Jack Hannah
- Scénaristes : Roy Williams et Nick George
- Animateurs : George Kreisl, Bill Justice et Volus Jones
- Effets visuels : Dan McManus
- Layout : Yale Gracey
- Background : Eyvind Earle
- Musique : Oliver Wallace
- Voix : Clarence Nash (Donald), Jim MacDonald (Tic) et Dessie Flynn (Tac)
- Producteur : Walt Disney
- Société de production : Walt Disney Productions
- Distributeur : Buena Vista Pictures et RKO Pictures
- Date de sortie : 11 novembre 1953[1]
- Format d'image : couleur (Technicolor)
- Son : Mono (RCA Photophone)
- Durée : 6 min
- Langue : (en)
- Pays :  États-Unis

## Voix françaises
- Sylvain Caruso : Donald Duck
- Béatrice Belthoise : Tic
- Philippe Videcoq : Tac

## Commentaires
Ce film est le second film de Disney à avoir été réalisé pour tirer profit de la projection en 3D. Il a été diffusé dans le parc Disneyland au sein du Mickey Mouse Club Theater, qui occupé l'espace devenu en 1983 l'attraction Pinocchio's Daring Journey.
La première projection du spectacle nommé 3D Jamboree débuta le 16 juin 1956. Totalement en 3D ce spectacle comprenait aussi le film Adventures in Music: Melody (1953) et des séquences de l'émission Mickey Mouse Club.
Ce film est la dernière apparition de Dolorès, mais la première au côté de Donald qui trouve ici l'un des rares alliés dans sa "guerre" contre Tic et Tac.

## Titre en différentes langues
D'après IMDb :
- Espagne : Trabajar por cacahuetes
- Finlande : Pähkinöitä urakalla et Tiku, taku ja pähkinät
- Suède : Kalle Anka och Jumbo